# هنري إس. غيير
هنري إس. غيير (بالإنجليزية: Henry S. Geyer)‏ هو محامي وسياسي أمريكي، ولد في 9 ديسمبر 1790 في فريدريك في الولايات المتحدة، وتوفي في 5 مارس 1859 في سانت لويس في الولايات المتحدة. حزبياً، نشط في حزب اليمين. وقد انتخب عضو مجلس نواب ولاية ميسوري وانتخب عضو مجلس الشيوخ الأمريكي.